# Dacelo novaeguineae
La cucaburra común (Dacelo novaeguineae) es una especie de ave coraciforme de la familia Alcedinidae propia de Australia.
Mide aproximadamente 45 cm de largo con una cabeza grande, sus ojos son bastantes prominentes, son de color café y tiene un pico muy grande que puede llegar a medir 10 cm de largo. A primera vista, la cucaburra tiene un plumaje de color marrón oscuro y una cabeza y parte inferior blancas. Rayas oscuras en los ojos marrones le cruzan la cara y su pico superior es negro. Su cola de color rojizo está modelada con barras negras.
Se encuentra por todo el este de Australia, sobre todo en las zonas boscosas. Ha sido introducido en el sudoeste de Australia Occidental, Tasmania, la isla de Flinders, la isla Canguro y Nueva Zelanda.
La cucaburra es uno de los símbolos de la vida salvaje en Australia, en el que también es una inspiración en una canción infantil llamada “Merry, Merry King of the Bush” ("El alegre y feliz rey del bosque").
La cucaburra común es un ave salvaje y carnívora que se dedica a cazar insectos, lagartijas, roedores, pájaros pequeños, serpientes y hasta serpientes venenosas, como forma de alimentación y supervivencia. Para marcar su territorio, se echa la cabeza hacia atrás y emiten unos sonidos muy fuertes y gorgoteantes cuyo sonido es aterrador  parecido a unas risas grotescas.
Son aves territoriales monógamas que anidan en los agujeros de los árboles. Las hembras ponen de uno a cinco huevos, que son atendidos por una unidad colectiva compuesta de padres y hermanos mayores. Las cucaburras mayores generalmente permanecen con sus padres para ayudar a cuidar a los siguientes polluelos que nazcan. Cuando nacen, sus hermanos, las cucaburras mayores, ya pueden conseguir su propia independencia y de poder explorar el mundo por sí solo.
Cuando consiguen la independencia, la cucaburra siempre vuela en zonas territoriales, ya que de ese tipo de aves, no se atreven a volar cruzando el río, lago ni el mar, por eso actualmente solo habita en Australia.
La proximidad de los cucaburras a las personas no suele ser bien recibida, ya que forman un gran alboroto que suelen armar nada más al amanecer y al atardecer, por ello ha recibido un sobrenombre, "El reloj de los hombres del bosque". Pero aparte de eso, es un ave bastante "amigable" le gusta estar cerca de las personas.
En la actualidad, las cucaburras no se encuentran en peligro de extinción, aunque la lenta desaparición de los bosques australianos hace que sea una amenaza para estas aves, pero en la actualidad la mayoría de las cucaburras viven en áreas suburbanas que es allí donde encuentran alimentos y refugio, para poder sobrevivir

## Subespecies
Se reconocen las siguientes subespecies:
- Dacelo novaeguineae minor
- Dacelo novaeguineae novaeguineae